# Winkelhofer Forst

Lage des gemeindefreien Gebiets Winkelhofer Forst im Landkreis Bamberg

Der Winkelhofer Forst ist ein 8,52 km² großes gemeindefreies Gebiet im Landkreis Bamberg in Bayern und zählt zur Metropolregion Nürnberg.

## Geographie
Das Forstgebiet liegt im Osten des Landkreises Bamberg, zwischen den Tälern des Steinachbachs im Süden und der ihn aufnehmenden Mittleren Ebrach im Norden, auf einer Höhe von etwa 300–427 m ü. NHN. Es grenzt im Osten und Südosten an das Gebiet von Markt Burgwindheim und sonst überall an das von Markt Ebrach, dessen Weiler Winkelhof dicht an der Südwestgrenze im oberen Tal des Steinachbachs liegt.